# Гнила (Подляское воеводство)
Гни́ла (пол. Gniła) — деревня в Белостокском повете Подляского воеводства Польши. Входит в состав гмины Добжинево-Дуже. Находится примерно в 14 км к северо-западу от города Белостока. По данным переписи 2011 года, в деревне проживало 413 человек.
Изначально деревня носила название Хрыла. До 1795 года входила в состав Бельского повета Подляшского воеводства.